# Archibald Montgomery-Massingberd
Archibald Armar Montgomery-Massingberd (Fivemiletown, 6 december 1871 – Spilsby, 13 oktober 1947) was een Britse officier en van 1933 tot 1936 chief of the Imperial General Staff. 

## Militaire carrière
Archibald Montgomery studeerde aan de Charterhouse School en aan de Royal Military Academy, Woolwich. Hij werd in 1891 als tweede luitenant toegevoegd aan de Royal Field Artillery en werd in 1894 bevorderd tot luitenant. Hij diende met de Royal Field Artillery tijdens de Tweede Boerenoorlog van 1899 tot 1902. In 1900 werd hij bevorderd tot kapitein.
Montgomery was van 1905 tot 1906 toegevoegd aan de Staff College en werd in mei 1909 benoemd tot General Staff officer bij het Indian Army Staff College in Quetta in Brits-Indië. 
Tijdens de uitbraak van de Eerste Wereldoorlog werd Montgomery benoemd tot General Staff officer bij de British Expeditionary Force (BEF) in Frankrijk. Hij werd vervolgens benoemd tot stafchef van de 4th Corps in Frankrijk. Van 1916 tot 1919 was hij stafchef van de 4th Army van de BEF.
Van 1920 tot 1922 was Montgomery plaatsvervangend chef van de Generale Staf in India. Hij werd in 1926 bevorderd tot luitenant-generaal. Van 1928 tot 1931 was hij General Officer Commanding van Southern Command in het Verenigd Koninkrijk. In 1930 werd hij bevorderd tot generaal. Van 1931 tot 1933 was hij adjudant-generaal van het British Army. 
Montgomery was van 1933 tot 1936 chief of the Imperial General Staff. Een van zijn belangrijkste bijdragen in die tijd was het mechaniseren van de cavalerie. Maar volgens Williamson en Millett was hij een groot obstakel voor innovatie van de gemechaniseerde strijdkrachten en onderdrukte de analyses van de vaardigheden van het Britse leger in de Eerste Wereldoorlog en voornamelijk die van zijn voorganger George Milne.
In 1935 werd hij bevorderd tot veldmaarschalk. 

## Gunby Hall
Tijdens de Tweede Wereldoorlog  probeerde het Air Ministry een vliegveld bij Great Steeping in Lincolnshire aan te leggen dat zou worden uitgebreid naar het traditionele familie landhuis van Archibald Montgomery waardoor de sloop van het landhuis noodzakelijk werd. Hij deed een persoonlijk beroep op koning George VI  en de Air Ministry die in de hertekening van de plannen resulteerde. De wijziging was de ongeveer 3 kilometer terugbrenging van de nieuwe RAF Spilsby verder naar het zuiden. Gunby Hall was een van de eerste Britse herenhuizen dat in 1944 werd gepresenteerd aan de National Trusten werd voor enkele dagen per week in de zomer geopend voor publiek, terwijl het rest van het jaar dan door de familie werd gebruikt.

## Militaire loopbaan
- Second Lieutenant: 4 november 1891[3]
- Lieutenant: 4 november 1894[4]
- Captain: 8 maart 1900[5]
- Major: 5 juni 1909[6]
- Lieutenant-colonel: 16 mei 1915[7]
- Colonel: 1914
- Brigadier: 1915
- Major-General: 1 januari 1917[8]
- Lieutenant-General: 16 maart 1926[9]
- General: 1 oktober 1930[10]
- Field Marshal: 7 juni 1935[11]

## Onderscheidingen
- Ridder Grootkruis in de Orde van het Bad op 4 juni 1934[12]
  - Ridder Commandeur in de Orde van het Bad op 1 januari 1925[13]
  - Lid in de Orde van het Bad op 1 januari 1918[14]
- Ridder Grootkruis in de Koninklijke Orde van Victoria
- Ridder Commandeur in de Orde van Sint-Michaël en Sint-George op 1 januari 1919[15]
- Army Distinguished Service Medal op 12 juli 1919[16]
- 1914-15 Ster
- Britse Oorlogsmedaille
- Koningin Zuid-Afrika Medaille
- Overwinningsmedaille (Verenigd Koninkrijk)
- Hij werd genoemd in de Dagorders. Dat gebeurde op:
  - 4 september 1901